# Pierde-vară
Pierde-vară este o poezie scrisă de George Coșbuc, publicată în 1902 în volumul Ziarul unui pierde-vară.

## Legături externe
- Poezia Pierde-vară la wikisursă